# Edith Richter-Schütt
Edith Richter-Schütt (* 24. Februar 1923 in Berlin) war eine deutsche Politikerin (DP) in Bremen. Sie war Mitglied der Bremischen Bürgerschaft.

## Biografie

### Ausbildung und Beruf
Nach dem Abitur begann sie ab Oktober 1943 ein Lehramtsstudium in Tübingen. Nach Kriegsende war sie zunächst in Reutlingen als Sekretärin berufstätig, zum Jahreswechsel 1949/50 erfolgte die Übersiedlung nach Bremen, wo sie seit 1955 als Handelsvertreterin, kaufmännische Angestellte und Buchhalterin beschäftigt war.

### Politik
Sie war von 1934 bis zum Februar 1943 Mitglied im Bund Deutscher Mädel (BdM) und dort seit Oktober 1942 Jungmädelringführerin. Am 8. Februar 1942 beantragte sie die Aufnahme in die NSDAP und wurde zum 1. April desselben Jahres aufgenommen (Mitgliedsnummer 8.982.198).
Im Januar 1948 wurde sie vom Kreisuntersuchungsausschuss für die politische Säuberung Reutlingens als „Minderbelastete“ eingestuft und im Dezember 1948 von der zuständigen Spruchkammer als „Mitläuferin“ entnazifiziert. „Sie machte im Verfahren geltend, dass sie sich aus Freude an sportlichen Aktivitäten und Geselligkeit sowie zur Vorbereitung auf den von ihr angestrebten Beruf als Lehrerin dem BdM angeschlossen und Leitungsfunktionen übernommen habe, politisch habe sie sich nicht betätigt.“ Die menschenverachtende Behandlung ausländischer Zwangsarbeiter habe bei ihr zum Rückzug aus dem BdM geführt. Im Herbst 1943 habe sie sich an ihrem Studienort nicht bei der zuständigen NSDAP-Ortsgruppe angemeldet.
Sie war nach dem Krieg Mitglied der rechtsgerichteten Partei DP, für die sie von Oktober 1951 bis Januar 1953 Mitglied der Bremischen Bürgerschaft war.